# Carrer de Montcada (Tortosa)
El carrer de Montcada és un carrer de Tortosa (Baix Ebre) inclòs a l'Inventari del Patrimoni Arquitectònic de Catalunya.

## Descripció
El carrer comunica el barri de Santa Clara el carrer de l'Àngel, a la zona de l'eixample del segle xiv. Segons la tipologia de les construccions es pot dividir en tres parts, malgrat que tot ell conserva la unitat.
El sector entre el carrer de l'Àngel i la plaça de Nostra Senyora de Montserrat és d'habitatges plurifamiliars de fins a 5 pisos d'alçada. Els baixos són ocupats per comerços, i els edificis, en general, es veuen més moderns o refets (segles XIX-XX). Hi ha alguna planta de carreus de pedra (núm. 1). Als pisos, la majoria és d'obra de maó, a vegades amb arrebossat esgrafiat (núm. 3 i 5).
El sector central del carrer és conformat per edificis de caràcter més senyorial, antics palaus amb portes adovellades o d'arc escarser de pedra (núm. 9, 13, 18, 20). La major part tenen portes als baixos per als comerços, molts dels quals tancats actualment. Es troben força refets modernament, dissimulant en part les estructures originals. Per exemple, al núm. 13, s'ha construït una tribuna i l'arc adovellat original és tapat per un de simulat amb arrebossat. En aquest sector es troben, a més, l'antic seminari, el convent de les germanes del Sagrat Cor, l'església de Sant Antoni i el convent i església de la Puríssima Concepció Victòria. Aquest darrer convent i església són els únics que segueixen en actiu. Els dos temples anteriors resten abandonats i, especialment el primer, mig enrunats. No està abandonat l'antic Palau Aldana i Abària, vora l'església del Sagrat Cor. El carrer fou reurbanitzat íntegrament durant l'any 2014 i els canvis no estan consignats aquí.
Finalment, el sector que comunica amb el carrer del Replà és ocupat per habitatges unifamiliars o plurifamiliars que tenen o tenien, la majoria, comerços a la base. En general són de construcció més senzilla i es troben bastant deteriorats. Els murs solen estar arrebossats i treballats amb esgrafiats senzills. La major part de les dates de construcció sobre les llindes són del segle xix.

## Història
Era l'eix fonamental de la ciutat medieval, i conservà la seva importància com a tal fins a començament del segle xx. Reuní els principals palaus medievals senyorials juntament amb el carrer de la Rosa.
En realitat el carrer és la prolongació del decumanus romà i s'hi han trobat nombroses restes d'un important cementiri romà i de l'alta edat mitjana.
Fins al segle xvii rebia el nom de carrer de Sant Antoni.